# Чиджука, Муэне
Муэнетанда (Муэне) Мамисса Чиджука (англ. Muenetanda (Muene) Mamissa Tshijuka; род. 12 мая 1973, Лубумбаши) — заирская баскетболистка. Участница летних Олимпийских игр 1996 года.

## Биография
Муэне Чиджука родилась 12 мая 1973 года в заирском городе Лубумбаши (сейчас в ДР Конго) третьей среди четырёх детей в семье.
В школьные годы занималась гандболом, после чего по предложению тренера стала играть в баскетбол.
С 1998 года играла в чемпионате колледжей за «Олд Доминион Леди Монаркс» из Норфолка, с 2000 года — за «Небраска-Кирни Лоперс».
В 1996 году вошла в состав женской сборной ДР Конго по баскетболу на летних Олимпийских играх в Атланте, занявшей 12-е место. Провела 7 матчей, набрала 72 очка (15 в матче с Австралией, 14 — с Южной Кореей, 12 — с Китаем, 11 — с Канадой, по 7 — с Кубой и Украиной, 6 — с сборной США). Была одной из лучших в команде по главным статистическим показателям, заняв 2-е место по среднему количеству очков за матч (10,3) и 1-е по подборам (7,1).

## Семья
Дочь — Нджакаленга Мвенетанда, баскетболистка. Выступала в чемпионате колледжей за «Техас Лонгхорнс».